# 城巴85線
城巴85線是香港香港島的一條巴士路線，來往小西灣（藍灣半島）和寶馬山／北角碼頭（每日2210後由小西灣開出之班次）。
城巴85P線是85線的學校輔助線，由城巴有限公司營運，上午由富欣道（富欣花園）開往寶馬山（豪景）；下午由寶馬山開往小西灣（藍灣半島），前身為81P，於1999年4月12日投入服務，當時由新巴及城巴合營，是香港首條非過海聯營路線，當時由小西灣開往寶馬山。同年9月1日新學年開始後，81P線便分拆為新巴81S線及本線前身529P線。2013年529P線改為85線輔助線，編號相應更改為85P線，服務不變，成人車費則維持於港幣$4.0，2020年再次與81S線合併。

## 簡介及歷史
城巴85線因配合香港房屋協會明華大廈A座重建工程完成，而於1978年3月1日由中巴開辦，收費為港幣3毫，初時來往亞公岩（讀者文摘舊址，現川匯集團對面）及北角碼頭，途經西灣河碼頭，為明華大廈居民提供對外交通服務。但本身由明華大廈步行往筲箕灣只需5至10分鐘，所以當時的客量並不太高。當時往亞公岩方向並繞經西灣河碼頭（當時位於興民街），以方便渡輪轉乘客。隨著西灣河碼頭於1983年10月4日因西灣河填海發展而遷往新填海區，本路線卻沒有即時改經，直至1988年10月16日配合鯉景灣落成入伙，來回程才繞經鯉景灣及西灣河碼頭總站（後者現興建為嘉亨灣）。
1990年4月1日配合小西灣入伙而延長至該處。由於當時來往柴灣及北角的82線及來往柴灣及太古城的83線並沒有途經小西灣，本線成為了除8號線外小西灣來往北角至筲箕灣的唯一選擇。雖然乘本線從杏花邨往北角至筲箕灣的時間較地鐵長，可是車費較便宜，故吸引了一些杏花邨居民乘坐。雖然82及83線後來都繞經小西灣，但乘坐本線往筲箕灣的時間較短，因此客量流失不多。1995年9月1日由城巴接辦，成為城巴第一條服務柴灣的非過海路線（首條城巴服務柴灣的路線為過海隧道巴士118線）。
1999年9月1日起，由城巴及新巴聯營的81P線分拆為81S線和529P線。
2001年7月22日，總站遷往小西灣（藍灣半島）。
隨著杏花邨重新裝修了新的中古時代歐式主題商場（杏花新城），來往小西灣及杏花邨的需求本應會上升。可是卻出現了一條車資較便宜的專線小巴線62，吸引了大量往返小西灣及杏花邨的乘客乘坐，一度令本線陷入困境。但在2005年1月9日，配合新巴取消84線服務，本線增設了「小西灣↔杏花邨」的$2.7八達通分段收費（需於上、落車時確認），兩者再沒有收費差距，2008年專線小巴62及支線62A全程收費由$2.7加至$3，本線收費比小巴便宜，因此客量有所上升。而其餘路段的客量則一直維持穩定。
2006年9月4日起，529P線增設上課日下午回程由寶馬山開往小西灣（藍灣半島）的服務，並於英皇道東行加設車站。
2006年12月9日起，529P線因星期六客量稀少，取消星期六服務。
另外，本線為城巴於2008年12月15日率先使用報站系統的路線，大部分班次都設有報站系統，是當時於眾城巴中短途車程路線中較為罕有、及在城巴港島線中唯一的。不過自2009年中旬，隨着其他路線的報站技術日漸成熟，這特點也漸漸消失。
2013年7月14日，本線與529合併，編號仍沿用85。每日21:50前總站由北角碼頭延長至寶馬山，21:50後班次則維持以北角碼頭作總站。由於529取消並併入85，原有529P線改為85線輔助線，編號相應更改為85P線，服務不變。由於529取消時正值暑假暫停服務，因此上述改動於9月2日開學日學校路線重新運作當日生效。最後一班以529P名義開出的班次已於2013年7月12日開出。
2014年9月至10月佔領中環期間，由於多條小西灣來往銅鑼灣、灣仔、金鐘及中環的巴士路線受封路影響，大批小西灣居民改搭港鐵，導致小西灣來往杏花村站的人流大幅上升。故此城巴加強本線服務，加密杏花村來往小西灣的服務，令本線成為佔領中環期間特別交通安排中僅有兩條路線加強服務（另一條為新巴82M線）。
2016年1月3日，由於分站使用量低迷，本線來回程不再途經太康街、鯉景道及太安街，以縮短本線行車時間
2017年12月15日：增設實時抵站時間查詢服務。
2020年9月23日：配合81S線停辦，85P線早上班次改由小西灣（富欣花園）開出，不入藍灣半島巴士總站；同時增至四班車。

## 服務時間及班次
85
| 小西灣（藍灣半島）開 | 小西灣（藍灣半島）開       | 小西灣（藍灣半島）開       | 小西灣（藍灣半島）開 | 寶馬山／北角碼頭開 | 寶馬山／北角碼頭開 | 寶馬山／北角碼頭開 | 寶馬山／北角碼頭開 |
| 日期                 | 服務時間                   | 班次（分鐘）               | 終點站／ 折返點      | 日期               | 服務時間           | 班次（分鐘）       | 起點站／ 折返點    |
| -------------------- | -------------------------- | -------------------------- | -------------------- | ------------------ | ------------------ | ------------------ | ------------------ |
| 星期一至五           | 06:00、06:15、06:25、06:40 | 06:00、06:15、06:25、06:40 | 寶馬山               | 星期一至五         | 06:25-07:30        | 10-15              | 寶馬山             |
| 星期一至五           | 07:00-09:00                | 15                         | 寶馬山               | 星期一至五         | 07:30-16:15        | 15-20              | 寶馬山             |
| 星期一至五           | 09:00-10:00                | 20                         | 寶馬山               | 星期一至五         | 16:15-17:45        | 10-12              | 寶馬山             |
| 星期一至五           | 10:00-15:15                | 15                         | 寶馬山               | 星期一至五         | 17:45-19:00        | 15-20              | 寶馬山             |
| 星期一至五           | 15:15-15:45                | 10                         | 寶馬山               | 星期一至五         | 19:00-22:53        | 20-25              | 寶馬山             |
| 星期一至五           | 15:45-16:45                | 12                         | 寶馬山               | 星期一至五         | 23:35、00:00       | 23:35、00:00       | 北角碼頭           |
| 星期一至五           | 16:45-17:00                | 15                         | 寶馬山               |                    |                    |                    |                    |
| 星期一至五           | 17:00-19:40                | 20                         | 寶馬山               |                    |                    |                    |                    |
| 星期一至五           | 19:40-22:10                | 25                         | 寶馬山               |                    |                    |                    |                    |
| 星期一至五           | 22:35、23:00、23:30        | 22:35、23:00、23:30        | 北角碼頭             |                    |                    |                    |                    |
| 星期六               | 06:00-10:00                | 20                         | 寶馬山               | 星期六             | 06:30-18:50        | 15-20              | 寶馬山             |
| 星期六               | 10:00-17:00                | 15                         | 寶馬山               | 星期六             | 18:50-22:53        | 20-25              | 寶馬山             |
| 星期六               | 17:00-18:00                | 20                         | 寶馬山               | 星期六             | 23:35、00:00       | 23:35、00:00       | 北角碼頭           |
| 星期六               | 18:00-22:10                | 25                         | 寶馬山               |                    |                    |                    |                    |
| 星期六               | 22:35、23:00、23:30        | 22:35、23:00、23:30        | 北角碼頭             |                    |                    |                    |                    |
| 星期日及公眾假期     | 06:00-07:40                | 25                         | 寶馬山               | 星期日及公眾假期   | 約06:55-18:00      | 15-20              | 寶馬山             |
| 星期日及公眾假期     | 07:40-10:00                | 20                         | 寶馬山               | 星期日及公眾假期   | 18:00-22:53        | 20-25              | 寶馬山             |
| 星期日及公眾假期     | 10:00-16:15                | 15                         | 寶馬山               | 星期日及公眾假期   | 23:35、00:00       | 23:35、00:00       | 北角碼頭           |
| 星期日及公眾假期     | 16:15-19:15                | 20                         | 寶馬山               |                    |                    |                    |                    |
| 星期日及公眾假期     | 19:15-22:10                | 25                         | 寶馬山               |                    |                    |                    |                    |
| 星期日及公眾假期     | 22:35、23:00、23:30        | 22:35、23:00、23:30        | 北角碼頭             |                    |                    |                    |                    |

- 紅字班次以北角碼頭為總站

85P
- 星期一至五
  - 小西灣（富欣花園）開：06:45、07:00、07:05、07:10
  - 寶馬山開：16:10、16:30

星期六、日、公眾假期及學校假期不設服務

## 收費
| 路線 | 全程收費 | 分段收費 |
| ---- | -------- | --- |
| 85   | $4.6     | - 小西灣（藍灣半島）往杏花邨或之前：$3.3 - 阿公岩道往小西灣（藍灣半島）：$3.8 - 杏花邨往小西灣（藍灣半島）：$3.3 |
| 85P  | $6.7     | - 不設分段收費                                                                                                   |

| - 本線設有12歲以下小童及65歲或以上長者半價優惠。 - 65歲或以上香港居民使用「樂悠咭」，以及12歲以下合資格殘疾兒童使用「殘疾人士身份」個人八達通繳付車資，均可享有每程$2.0或半價（以較低者為準）的票價優惠；12至64歲合資格殘疾人士使用「殘疾人士身份」個人八達通（包括「樂悠咭」），以及60至64歲香港居民使用「樂悠咭」繳付車資，均可享有每程$2.0或全費（以較低者為準）的票價優惠。 - 65歲或以上長者如使用長者或一般個人八達通繳付車資，則只可享有半價優惠；12至64歲合資格殘疾人士如不使用「殘疾人士身份」個人八達通，以及60至64歲人士如不使用「樂悠咭」繳付車資，必須繳付全費。 - 乘客可以現金或八達通於上車時付款，不設找續。 - 每位成人乘客可免費攜帶最多兩名4歲以下而不佔座位的兒童乘客乘車，超額之4歲以下小童必須繳付小童車費乘車。 - 九龍巴士、城巴及龍運巴士全職員工及家屬（不包括外判職員）可免費乘搭本路線，惟必須拍職員或職員家屬八達通。 - 乘客亦可使用AlipayHK「易乘碼」、支付寶、WeChatHK／微信支付「搭車碼」、銀聯雲閃付「乘車碼」及BOC Pay「乘車碼」、具有感應式支付功能的VISA、Mastercard及銀聯卡，以及Apple Pay、Google Pay及Samsung Pay流動支付平台繳付車資。使用此支付方式的乘客可享有中途下車之分段收費，以及與其他城巴獨營路線或聯營線城巴班次之轉乘優惠，惟不適用於與非城巴路線之轉乘優惠。乘客亦不能享有「公共交通費用補貼計劃」及「長者及合資格殘疾人士公共交通票價優惠計劃」。 - 帶粗體字者為雙向分段收費，乘客必須使用八達通或指定交通二維碼繳費，並於下車前再次確認八達通或掃瞄二維碼，方可享有分段收費優惠。 |

### 八達通轉乘優惠
乘客登上本線後指定時間內以同一張八達通卡轉乘以下路線，或從以下路線登車後指定時間內以同一張八達通卡轉乘本線，次程可獲車資折扣優惠：
85←→77、99
- 85往寶馬山／北角碼頭 → 77或99（往筲箕灣）往耀東邨或興東邨，次程可獲$2折扣優惠，轉乘時限為90分鐘
- 85往寶馬山／北角碼頭 → 77或99（往南區）往耀東邨或興東邨，次程可獲$2.6折扣優惠，轉乘時限為90分鐘，祇適用於在鯉景灣或之前下車，並使用同一張八達通卡再拍卡一次的路線77和99的乘客
- 85往寶馬山／北角碼頭 → 77往田灣邨，次程可獲$1折扣優惠，轉乘時限為90分鐘
- 77或99往筲箕灣 → 85往藍灣半島，次程可獲$2折扣優惠，轉乘時限為45分鐘，祇適用於在西灣河站或之後登上路線77和99的乘客
- 77或99往南區 → 85往藍灣半島，次程可獲$2.6折扣優惠，轉乘時限為45分鐘，祇適用於在鯉景灣或之前下車，並使用同一張八達通卡再拍卡一次的路線77和99的乘客
- 77往筲箕灣 → 85往藍灣半島，次程可獲$1折扣優惠，轉乘時限為90分鐘

85←→608
- 85任何方向 → 608往九龍城，回贈首程車資，轉乘時限為60分鐘
- 608往筲箕灣 → 85任何方向，次程車資全免，轉乘時限為120分鐘

85←→694，次程可獲$1.5折扣優惠，轉乘時限為90分鐘
- 85往藍灣半島 → 694往將軍澳
- 694往小西灣 → 85往寶馬山／北角碼頭

85←→A12
- 85任何方向 → A12往機場，回贈首程車資，轉乘時限為60分鐘
- A12往藍灣半島 → 85任何方向，次程車資全免，轉乘時限為120分鐘

## 使用車輛
本線主要行走的車輛多數為亞歷山大丹尼士Enviro 500/ MMC 12米雙層空調巴士（81XX-84XX）。

## 行車路線
85
每日22:10前經：小西灣道、富怡道、小西灣邨巴士總站、小西灣道、柴灣道、永泰道天橋、永泰道、翠灣街、順泰道、盛泰道、杏花邨公共運輸交匯處、盛泰道、東區走廊、東喜道、阿公岩村道、阿公岩道、柴灣道、筲箕灣道、英皇道、康山道、英皇道、炮台山道、天后廟道、雲景道、寶馬山道、校園徑、寶馬山公共運輸交匯處、寶馬山道、天后廟道、百福道、健康中街、七姊妹道、電照街、渣華道、英皇道、筲箕灣道、柴灣道、阿公岩道、阿公岩村道、東喜道、東區走廊、盛泰道（西行）、迴旋處、盛泰道（東行）、永泰道、嘉業街、常安街、柴灣道、小西灣道、富怡道及小西灣道。
每日22:30後小西灣（藍灣半島）開經：小西灣道、富怡道、小西灣邨巴士總站、小西灣道、柴灣道、永泰道天橋、永泰道、翠灣街、順泰道、盛泰道、杏花邨公共運輸交匯處、盛泰道、東區走廊、東喜道、阿公岩村道、阿公岩道、柴灣道、筲箕灣道、英皇道、康山道、英皇道、琴行街、七姊妹道、書局街、渣華道及電照街。
每日23:20後北角碼頭開經：琴行街、英皇道、筲箕灣道、柴灣道、阿公岩道、阿公岩村道、東喜道、東區走廊、盛泰道（西行）、迴旋處、盛泰道（東行）、永泰道、嘉業街、常安街、柴灣道、小西灣道、富怡道及小西灣道。
85P
小西灣（富欣花園）開經：富欣道、小西灣道、柴灣道、東區走廊、民康街、英皇道、炮台山道、天后廟道、雲景道、寶馬山道、校園徑、寶馬山公共運輸交匯處及寶馬山道。
寶馬山開經：寶馬山道、雲景道、天后廟道、炮台山道、英皇道、民康街、東區走廊、柴灣道及小西灣道。

### 沿線車站
85（每日22:10前）
| 1        | 小西灣（藍灣半島）       | 小西灣（藍灣半島）公共運輸交匯處 |
| 2        | 富怡花園                 | 富怡道                           |
| 3        | 小西灣邨                 | 小西灣邨巴士總站                 |
| 4        | 曉翠苑                   | 小西灣道                         |
| 5        | 富城閣                   | 柴灣道                           |
| 6        | 翠灣邨                   | 永泰道                           |
| 7        | 香港專業教育學院柴灣分校 | 順泰道                           |
| 8        | 杏花邨                   | 杏花邨公共運輸交匯處             |
| 9        | 杏花新城西翼             | 盛泰道                           |
| 東區走廊 |                          |                                  |
| 10       | 阿公岩村道               | 阿公岩村道                       |
| 11       | 筲箕灣官立小學           | 阿公岩道                         |
| 12       | 明華大廈C座              | 阿公岩道                         |
| 13       | 明華大廈G座              | 阿公岩道                         |
| 14       | 明華大廈M座              | 阿公岩道                         |
| 15       | 南安里                   | 筲箕灣道                         |
| 16       | 新成街                   | 筲箕灣道                         |
| 17       | 海晏街                   | 筲箕灣道                         |
| 18       | 西灣河文娛中心           | 筲箕灣道                         |
| 19       | 太祥街                   | 筲箕灣道                         |
| 20       | 康怡廣場                 | 康山道                           |
| 21       | 寶峰園                   | 英皇道                           |
| 22       | 鰂魚涌街                 | 英皇道                           |
| 23       | 太古坊                   | 英皇道                           |
| 24       | 民新街                   | 英皇道                           |
| 25       | 模範邨                   | 英皇道                           |
| 26       | 健康村                   | 英皇道                           |
| 27       | 健威花園                 | 英皇道                           |
| 28       | 琴行街                   | 英皇道                           |
| 29       | 美麗閣                   | 英皇道                           |
| 30       | 新時代廣場               | 英皇道                           |
| 31       | 聖彼得堂                 | 炮台山道                         |
| 32       | 富嘉閣                   | 炮台山道                         |
| 33       | 張祝珊英文中學           | 雲景道                           |
| 34       | 雲景道配水庫遊樂場       | 雲景道                           |
| 35       | 海景台                   | 雲景道                           |
| 36       | 恆景園                   | 雲景道                           |
| 37       | 雲峰大廈                 | 雲景道                           |
| 38       | 賽西湖大廈               | 寶馬山道                         |
| 39       | 寶馬山                   | 寶馬山公共運輸交匯處             |
| 40       | 豐林閣                   | 寶馬山道                         |
| 41       | 蘇浙公學                 | 寶馬山道                         |
| 42       | 豪景                     | 寶馬山道                         |
| 43       | 寶馬臺                   | 百福道                           |
| 44       | 柏立基夫人健康院         | 七姊妹道                         |
| 45       | 電照街                   | 電照街                           |
| 46       | 北角消防局               | 渣華道                           |
| 47       | 北角官立小學             | 英皇道                           |
| 48       | 新威園                   | 英皇道                           |
| 49       | 惠安苑                   | 英皇道                           |
| 50       | 太古城中心               | 英皇道                           |
| 51       | 太安樓                   | 筲箕灣道                         |
| 52       | 海晏街                   | 筲箕灣道                         |
| 53       | 愛秩序灣道               | 筲箕灣道                         |
| 54       | 南康街                   | 筲箕灣道                         |
| 55       | 南安里                   | 筲箕灣道                         |
| 56       | 明華大廈K座              | 阿公岩道                         |
| 57       | 明華大廈F座              | 阿公岩道                         |
| 58       | 明華大廈B座              | 阿公岩道                         |
| 59       | 筲箕灣官立小學           | 阿公岩道                         |
| 60       | 阿公岩村道               | 阿公岩村道                       |
| 61       | 香港海防博物館           | 東喜道                           |
| 東區走廊 |                          |                                  |
| 62       | 杏花新城東翼             | 盛泰道                           |
| 63       | 城巴車廠                 | 盛泰道                           |
| 64       | 柴灣工業城               | 永泰道                           |
| 65       | 啟力工業中心             | 常安街                           |
| 66       | 常安街                   | 柴灣道                           |
| 67       | 富欣花園                 | 小西灣道                         |
| 68       | 培僑小學                 | 富怡道                           |
| 69       | 小西灣（藍灣半島）       | 小西灣（藍灣半島）公共運輸交匯處 |

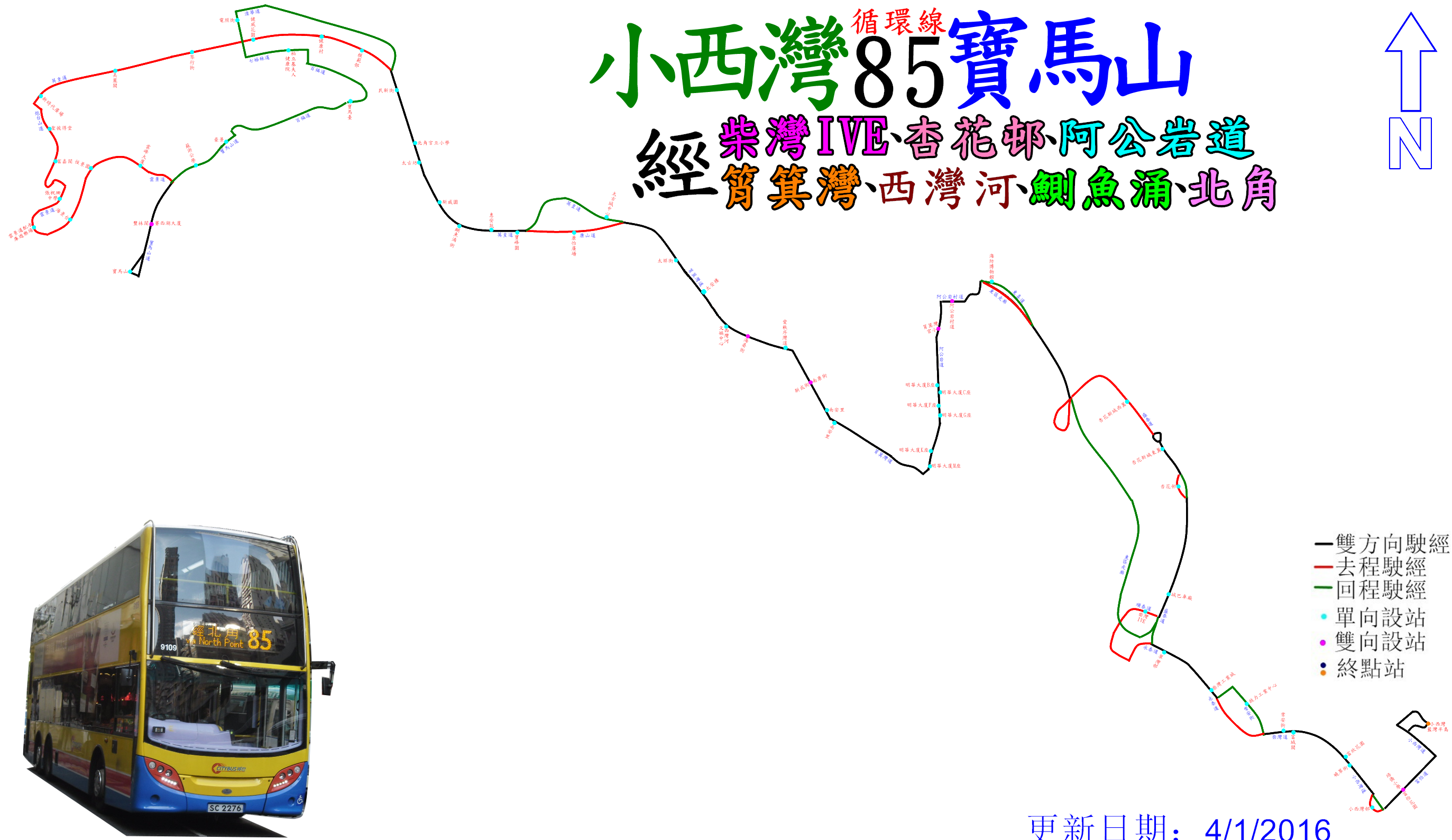
本線每日22:10前的走線圖

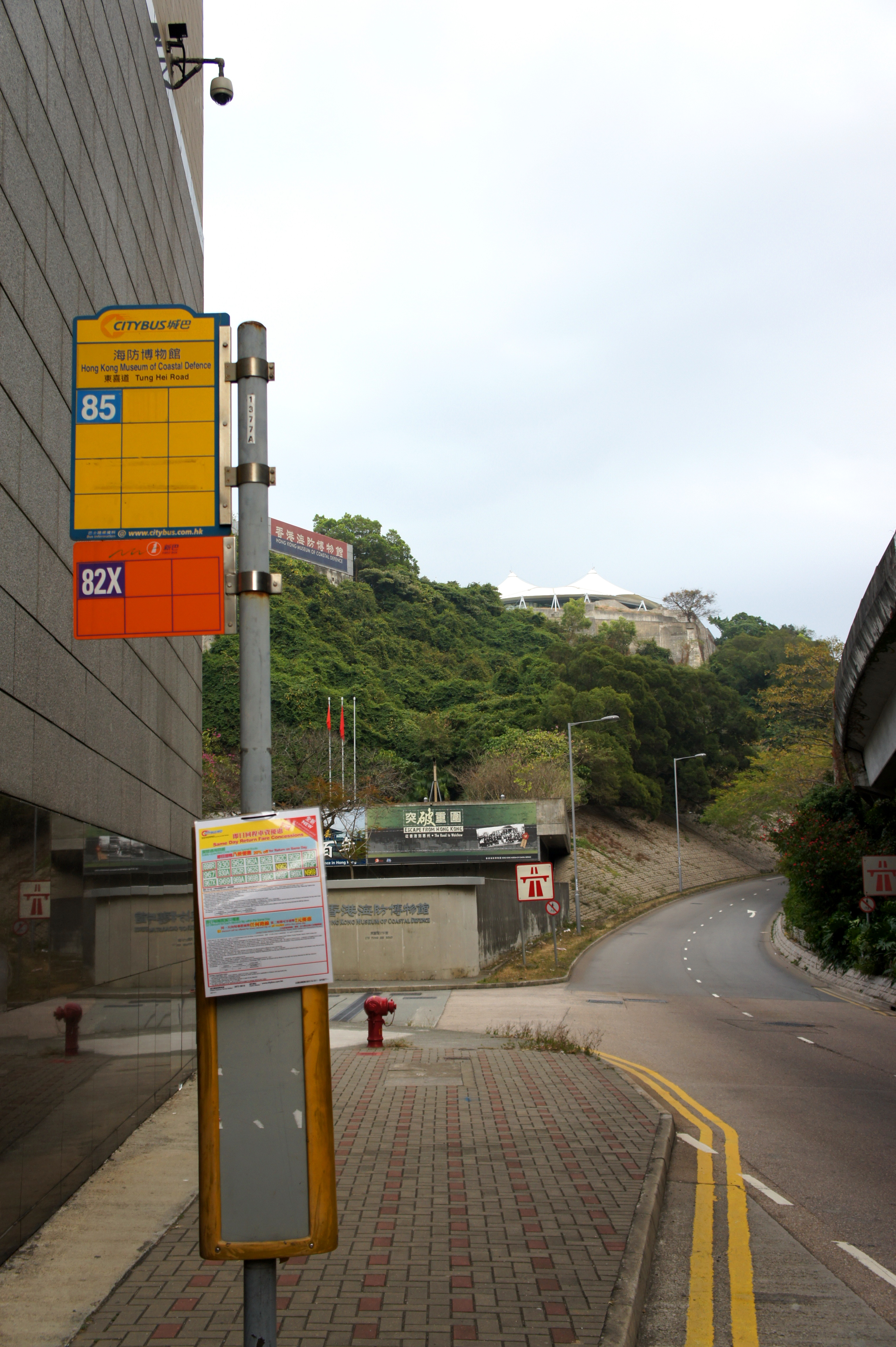
筲箕灣東喜道近香港海防博物館的車站

- 於雲景道登車的乘客可留在車上，其他乘客必須在寶馬山落車或重新繳付車資。

85（每日22:30後）
| 小西灣（藍灣半島）開 | 小西灣（藍灣半島）開     | 小西灣（藍灣半島）開             | 北角碼頭開 | 北角碼頭開         | 北角碼頭開                       |
| 序號                 | 車站名稱                 | 位置                             | 序號       | 車站名稱           | 位置                             |
| -------------------- | ------------------------ | -------------------------------- | ---------- | ------------------ | -------------------------------- |
| 1                    | 小西灣（藍灣半島）       | 小西灣（藍灣半島）公共運輸交匯處 | 1          | 北角碼頭           | 北角碼頭公共運輸交匯處           |
| 2                    | 富怡花園                 | 富怡道                           | 2          | 港運城             | 英皇道                           |
| 3                    | 小西灣邨                 | 小西灣邨巴士總站                 | 3          | 健康村             | 英皇道                           |
| 4                    | 曉翠苑                   | 小西灣道                         | 4          | 模範邨             | 英皇道                           |
| 5                    | 富城閣                   | 柴灣道                           | 5          | 北角官立小學       | 英皇道                           |
| 6                    | 翠灣邨                   | 永泰道                           | 6          | 新威園             | 英皇道                           |
| 7                    | 香港專業教育學院柴灣分校 | 順泰道                           | 7          | 惠安苑             | 英皇道                           |
| 8                    | 杏花邨                   | 杏花邨公共運輸交匯處             | 8          | 太古城中心         | 英皇道                           |
| 9                    | 杏花新城西翼             | 盛泰道                           | 9          | 太安樓             | 筲箕灣道                         |
| 10                   | 阿公岩村道               | 阿公岩村道                       | 10         | 海晏街             | 筲箕灣道                         |
| 11                   | 筲箕灣官立小學           | 阿公岩道                         | 11         | 愛秩序灣道         | 筲箕灣道                         |
| 12                   | 明華大廈C座              | 阿公岩道                         | 12         | 南康街             | 筲箕灣道                         |
| 13                   | 明華大廈G座              | 阿公岩道                         | 13         | 南安里             | 筲箕灣道                         |
| 14                   | 明華大廈M座              | 阿公岩道                         | 14         | 明華大廈K座        | 阿公岩道                         |
| 15                   | 南安里                   | 筲箕灣道                         | 15         | 明華大廈F座        | 阿公岩道                         |
| 16                   | 新成街                   | 筲箕灣道                         | 16         | 明華大廈B座        | 阿公岩道                         |
| 17                   | 海晏街                   | 筲箕灣道                         | 17         | 筲箕灣官立小學     | 阿公岩道                         |
| 18                   | 西灣河文娛中心           | 筲箕灣道                         | 18         | 阿公岩村道         | 阿公岩村道                       |
| 19                   | 太祥街                   | 筲箕灣道                         | 19         | 香港海防博物館     | 東喜道                           |
| 20                   | 康怡廣場                 | 康山道                           | 20         | 杏花新城東翼       | 盛泰道                           |
| 21                   | 寶峰園                   | 英皇道                           | 21         | 城巴車廠           | 盛泰道                           |
| 22                   | 鰂魚涌街                 | 英皇道                           | 22         | 柴灣工業城         | 永泰道                           |
| 23                   | 太古坊                   | 英皇道                           | 23         | 啟力工業中心       | 常安街                           |
| 24                   | 民新街                   | 英皇道                           | 24         | 常安街             | 柴灣道                           |
| 25                   | 模範邨                   | 英皇道                           | 25         | 富欣花園           | 小西灣道                         |
| 26                   | 健康村                   | 英皇道                           | 26         | 培僑小學           | 富怡道                           |
| 27                   | 健威花園                 | 英皇道                           | 27         | 小西灣（藍灣半島） | 小西灣（藍灣半島）公共運輸交匯處 |
| 28                   | 書局街                   | 七姊妹道                         |            |                    |                                  |
| 29                   | 馬寶道                   | 書局街                           |            |                    |                                  |
| 30                   | 北角碼頭                 | 北角碼頭公共運輸交匯處           |            |                    |                                  |

85P
| 小西灣（富欣花園）開 | 小西灣（富欣花園）開 | 小西灣（富欣花園）開 | 寶馬山開 | 寶馬山開           | 寶馬山開                         |
| 序號                 | 車站名稱             | 位置                 | 序號     | 車站名稱           | 位置                             |
| -------------------- | -------------------- | -------------------- | -------- | ------------------ | -------------------------------- |
| 1                    | 富欣花園             | 富欣道               | 1        | 寶馬山             | 寶馬山巴士總站                   |
| 2                    | 富景花園             | 小西灣道             | 2        | 豐林閣             | 寶馬山道                         |
| 3                    | 曉翠街               | 小西灣道             | 3        | 桂華山中學         | 雲景道                           |
| 4                    | 富城閣               | 柴灣道               | 4        | 富麗園             | 雲景道                           |
| 5                    | 樂軒臺               | 柴灣道               | 5        | 萬德閣             | 雲景道                           |
| 6                    | 環翠商場             | 柴灣道               | 6        | 雲景台             | 雲景道                           |
| 7                    | 張振興伉儷書院       | 東區走廊             | 7        | 協同中學           | 雲景道                           |
| 8                    | 新時代廣場           | 英皇道               | 8        | 金文泰中學         | 炮台山道                         |
| 9                    | 聖彼得堂             | 炮台山道             | 9        | 電廠街             | 英皇道                           |
| 10                   | 富嘉閣               | 炮台山道             | 10       | 糖水道             | 英皇道                           |
| 11                   | 張祝珊英文中學       | 雲景道               | 11       | 琴行街             | 英皇道                           |
| 12                   | 雲景道配水庫遊樂場   | 雲景道               | 12       | 港運城             | 英皇道                           |
| 13                   | 海景台               | 雲景道               | 13       | 張振興伉儷書院     | 東區走廊                         |
| 14                   | 恆景園               | 雲景道               | 14       | 金源洋樓           | 柴灣道                           |
| 15                   | 雲峰大廈             | 雲景道               | 15       | 漁灣邨             | 柴灣道                           |
| 16                   | 賽西湖大廈           | 寶馬山道             | 16       | 常安街             | 柴灣道                           |
| 17                   | 寶馬山               | 寶馬山巴士總站       | 17       | 富欣花園           | 小西灣道                         |
| 18                   | 豐林閣               | 寶馬山道             | 18       | 富怡花園           | 小西灣道                         |
| 19                   | 蘇浙公學             | 寶馬山道             | 19       | 富景花園           | 小西灣道                         |
| 20                   | 豪景                 | 寶馬山道             | 20       | 小西灣（藍灣半島） | 小西灣（藍灣半島）公共運輸交匯處 |

## 小資料
本線曾是行車時間最長的循環線，雖然記錄最終被110線打破，但仍保持四個記錄與其有關：
- 最長城巴循環線
- 最長非過海循環線
- 最長獨營循環線
- 唯一駛經阿公岩村道及明華大廈屋苑範圍的巴士線

## 外部連結
- 城巴官方路線資料：85 （页面存档备份，存于）
- 城巴官方網站85線資料（PDF乳豬紙版） （页面存档备份，存于）
- 城巴官方網站85線詳細班次表（PDF乳豬紙版） （页面存档备份，存于）
- i-busnet－港島區路線85線資料 （页面存档备份，存于）
- 681巴士總站－城巴85線 （页面存档备份，存于）
- 運輸署新聞公報：永泰道行車天橋星期日通車 （页面存档备份，存于）
- 巴士狂熱：巴士新聞（2003年12月）[永久]